# Jurij Jekielczik
Jurij Izrailewicz Jekielczik (ros. Ю́рий Изра́илевич Еке́льчик; ur. 1907, zm. 1956) – radziecki operator filmowy. Laureat dwóch Nagród Stalinowskich. Pochowany na Cmentarzu Wwiedieńskim w Moskwie.

## Wybrana filmografia
- 1947: Wiosna[1]
- 1949: Bitwa stalingradzka[2]
- 1952: Rewizor[3]
- 1954: Skąd my się znamy[4]
- 1955: Ci z pierwszej ekipy[5]